# 上北山村
上北山村（日语：／ Kamikitayama mura */?）是位於日本奈良縣南部吉野地區的行政區劃；轄區位於山區，西側為大峰山脈，東側為台高山脈和大台原山，熊野川的支流北山川在其之間通過，為奈良縣內面積第二大的行政區劃，但同時人口密度也是奈良縣內最低的一個，甚至在全日本也僅高于福島縣的檜枝岐村。

## 人口
| 上北山村人口分布圖 |                                                 |  |
| 上北山村與日本全國年齡別人口分布比較圖 （2005年資料） | 上北山村的年齡、男女別人口分布圖 （2005年資料） |  |
| ■紫色是上北山村 ■綠色是全国 | ■藍色是男性 ■紅色是女性                         |  |
| 上北山村人口變化 \| 1970年 \| 1,717人 \| \| \| 1975年 \| 1,463人 \| \| \| 1980年 \| 1,155人 \| \| \| 1985年 \| 1,123人 \| \| \| 1990年 \| 1,046人 \| \| \| 1995年 \| 1,023人 \| \| \| 2000年 \| 915人 \| \| \| 2005年 \| 802人 \| \| \| 2010年 \| 683人 \| \| \| 2015年 \| 512人 \| \| \| 2020年 \| 444人 \| \| |                                                 |  |
| 資料來源：日本總務省統計中心提供之人口普查數據 |                                                 |  |
| 1970年 | 1,717人                                         |  |
| 1975年 | 1,463人                                         |  |
| 1980年 | 1,155人                                         |  |
| 1985年 | 1,123人                                         |  |
| 1990年 | 1,046人                                         |  |
| 1995年 | 1,023人                                         |  |
| 2000年 | 915人                                           |  |
| 2005年 | 802人                                           |  |
| 2010年 | 683人                                           |  |
| 2015年 | 512人                                           |  |
| 2020年 | 444人                                           |  |

## 歷史
江戶時代和現在的下北山村、和歌山縣北山村一同屬於「北山鄉」，但由於此處正好處於紀伊國和大和國之間長期未確定分界的地方，直到17世紀才確認以果無山脈到玉置山的連線為界，本地因為位於此線以北而確認歸屬大和國的幕府直屬領地。此後此地劃設北山鄉上組，當時包括有西野村、小瀨村、橡本村、川合村、白川村共五個聚落；1889年日本實施町村制，北山鄉上組的區域合併設立為上北山村。

## 交通
村內對外交通依賴南部地區聯合社區巴士－悠遊巴士（ゆうゆうバス）所經營的客運路線往返位於大淀町的下市口車站，村內區域則有上北山村社區巴士在各地之間往返。

## 觀光資源
位於轄區東北的大台原山不但被列入日本百景和日本秘境百選，整座山也被列為特別自然紀念物，联合国教育、科学及文化组织也將其列為生物圈保护区。
而西部也有沿著大峯山脈的修驗道修行道路－大峯奥駈道，現也被列為世界遺產紀伊山地的聖地及朝聖路的一個項目。

## 外部連結
- （日語） 上北山村的Facebook專頁